# Badolatosa
Badolatosa – gmina w Hiszpanii, w prowincji Sewilla, w Andaluzji, o powierzchni 47,79 km². W 2011 roku gmina liczyła 3214 mieszkańców. Powstanie tego miasta, a także jego nazwa, wydaje się pochodzić od cywilizacji rzymskiej.